# Ku'damm 56
Ku'damm 56 (em Portugal: Ku’Damm 56 – Toca a Dançar) é uma minissérie alemã de 2016 escrita por Annette Hess. Dividida em três episódios, a história é situada na década de 1950.

## Sinopse
Caterina Schöllack (Claudia Michelsen) é a proprietária de uma escola de dança cujo marido, Gerd Schöllack, foi dado como desaparecido em 1944, durante a 2ª Guerra Mundial.

## Elenco
- Sonja Gerhardt ...Monika Schöllack
- Claudia Michelsen ...Caterina Schöllack
- Maria Ehrich ...Helga Schöllack
- Emilia Schüle ...Eva Schöllack
- Sabin Tambrea ..Joachim Franck
- Heino Ferch ...Prof. Dr. Jürgen Fassbender
- Uwe Ochsenknecht ...Fritz Assmann
- Trystan Pütter ...Freddy Donath
- August Wittgenstein ...Wolfgang von Boost
- Katharina Schüttler ...Sonja Lundi
- Robert Schupp ...Gerd Schöllack
- Anne Werner ...Christa Hauer
- Markus Boysen ...Otto Franck
- Emanuela von Frankenberg ...Frau von Boost
- Hansi Jochmann ...Frau Blümke
- Paula Kober ...Fräulein Martina
- Martina Schöne-Radunski ...Sissi
- Ferdinand Dörfler ...Onkel Heiner
- Steve Windolf ...Rudi Hauer
- Steffen C. Jürgens ...Ansager